# شینیخ
شینیخ (به لاتین: Şınıx) یک منطقه مسکونی در جمهوری آذربایجان است که در شهرستان گدابیگ واقع شده است. شینیخ ۹۱۷ نفر جمعیت دارد.